# Museo del porto
Il Museo del Porto è un museo situato a Porto Torres.
L'edificio nel quale è ospitato il museo era noto in passato con il nome di "La Piccola". È un tipico edificio industriale del XX secolo e faceva parte della ex stazione ferroviaria, realizzata nel 1872, nata come un ufficio di spedizione e magazzino per le merci. All'interno del museo del porto è possibile visitare un'esposizione dedicata alle barche a vela latina che sono state il motore trainante dell'economia locale fino al 1950.